# Arabiska kvinnoförbundet i Damaskus
Arabiska kvinnoförbundet i Damaskus (Ittihad al-arabi al-nisa i fi Dimashq) var en kvinnoorganisation i Syrien grundad 1933. Den bytte 1944 namn till Förbundet för kvinnoföreningar i Damaskus (ittihad al-jamiyyat al-nisaiyya fi Dimashq). 1967 ingick förbundet i General Union of Syrian Women.

## Historik
Förbundet grundades 1933 av Adila Bayhum al-Jaziri, en ledande syrisk feminist. Hon hade 1928 grundat Dawhat al-adab (De sociala gracernas trä), vilket 1931 låg bakom en skola i Damaskus.
Arabiska kvinnoförbundet i Damaskus grundades 1933 genom att flera kvinnoföreningar gick samman under en paraplyorganisation, vilken därefter valde Adila Bayhum till sin ordförande. Förbundet ägnade sig under bombningarna 1945 åt hjälpverksamhet och sydde kläder åt soldater. 1948 gjorde man insamlingar för palestinska flyktingar.
Kvinnoförbundet lämnade 1936 in en petition om rösträtt för kvinnor till president Hasmih. Detsamma gjordes 1943 till president Quwatli, liksom till parlamentet.
Kvinnoförbundet var fortfarande litet år 1938. När Arabiska kvinnoförbundet (al-Ittihad al-arabi al-nisai) bildades på konferensen i Kairo 1944, ändrade Adila Bayhum föreningens namn från Arabiska kvinnoförbundet i Damaskus (Arab Women's Union in Damascus) till Förbundet för kvinnoföreningar i Damaskus (Union of Women's Societies in Damascus) (Ittihad al-jamiyyat al-nisaiyya fi Dimashq).
Under 1940- och 1950-talen inkorporerade förbundet fler föreningar under sin ordförande Jihan al-Musuli.
Mellan 1958 och 1961 drev förbundet en kampanj för reformering av den personliga statuslagen och för kvinnors arbete genom jordbruk och handarbete.
1967 inordnades förbundet, liksom resten av Syriens kvinnoföreningar, under General Union of Syrian Women.